# Tokugawa Akitake

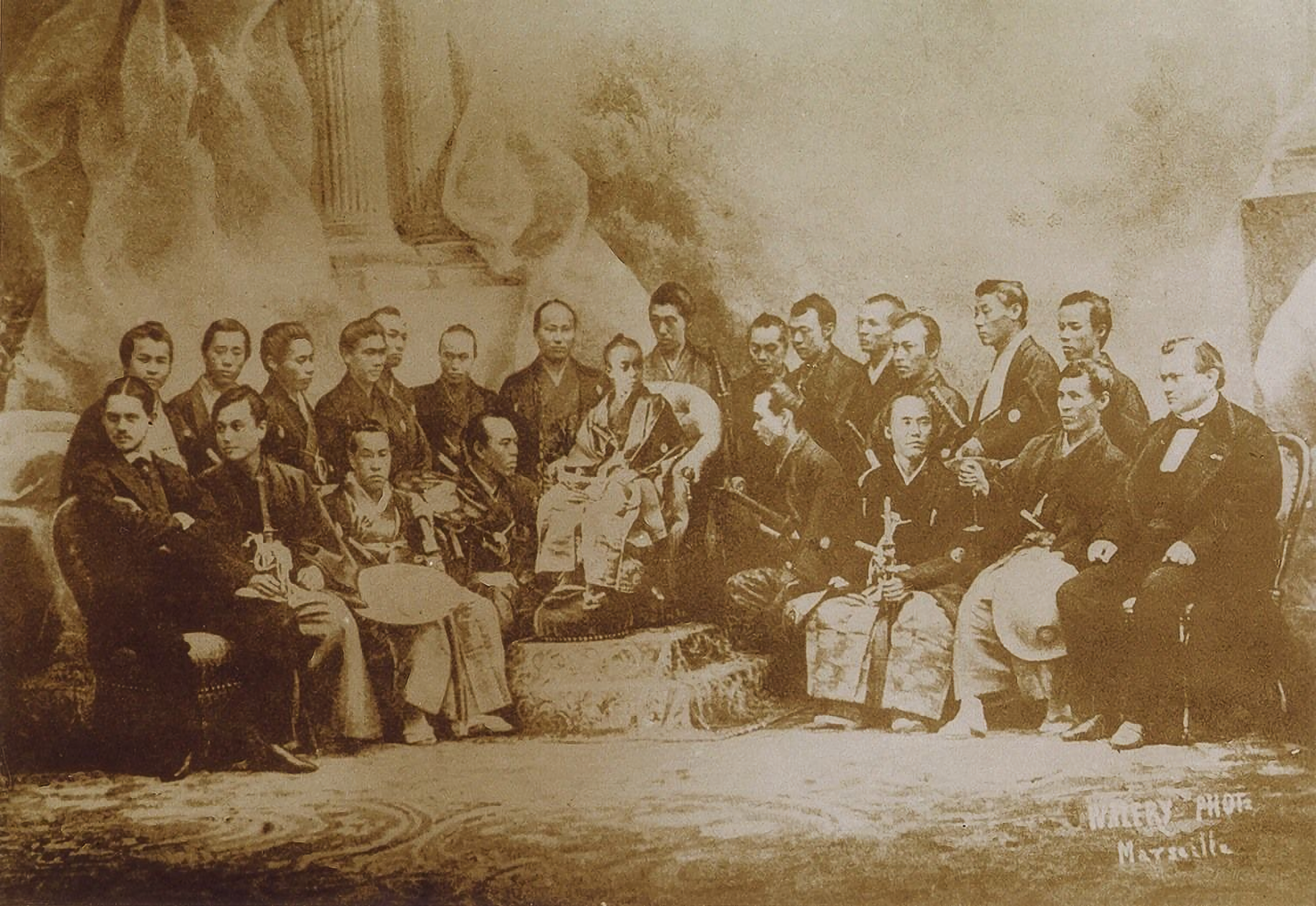
La délégation japonaise à l'Exposition Universelle, autour du jeune Tokugawa Akitake.

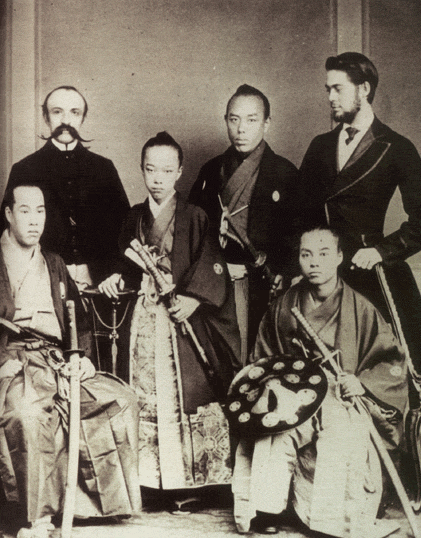
Tokugawa Akitake (au centre) en Belgique.

Tokugawa Akitake est un nom japonais traditionnel ; le nom de famille (ou le nom d'école), Tokugawa, précède donc le prénom (ou le nom d'artiste).
Tokugawa Akitake (徳川 昭武, 26 octobre 1853 - 3 juillet 1910) est un des frères cadets du shogun Tokugawa Yoshinobu. Né à Komagome, Tokyo, il est le 18e fils de Tokugawa Nariaki. Il devient seigneur du domaine de Shimizu avant son départ pour la France.

## Biographie
Tokugawa Akitake mène la délégation japonaise à l'Exposition universelle de 1867 à Paris où le Japon possède son propre pavillon. Il est désigné émissaire spécial pour la France et chef de la délégation japonaise composée d'une cinquantaine d'hommes qui se rendent à l'exposition de Paris le 28 novembre 1867. La mission quitte Yokohama le 11 janvier 1867. Ils débarquent à Marseille le 27 mars 1867 où ils sont reçus en visite officielle durant deux semaines, avant de rejoindre  Paris . L'Exposition suscite un intérêt considérable au Japon et permet à de nombreux visiteurs européens d'entrer en contact avec l'art et les techniques japonais. Le prince est accompagné par Léon Dury, diplomate qui sert d'interprète  lors des audiences officielles
Tokugawa Akitake, alors âgé de 14 ans, reste en France pour poursuivre des études, mais il doit revenir au Japon lors de la restauration de Meiji en 1868. À son retour, il devient seigneur du domaine de Mito.
En 1876, Tokugawa Akitake se rend aux États-Unis, comme émissaire responsable de la présence japonaise à l'Exposition universelle de 1876 à Philadelphie. Il retourne en France pour continuer ses études, il rentre au Japon en 1881 où il sert l'empereur Meiji.

## Source
- Omoto Keiko, Marcouin Francis (1990) Quand le Japon s’ouvrit au monde (French) Gallimard, Paris, coll. « Découvertes Gallimard/Histoire » (no 99),  (ISBN 2-07-076084-7)
- Polak, Christian. (2001). Soie et lumières: L'âge d'or des échanges franco-japonais (des origines aux années 1950). Tokyo: Chambre de Commerce et d'Industrie Française du Japon, Hachette Livre Fujin Gahōsha (アシェット婦人画報社).
- __________. (2002). 絹と光: 知られざる日仏交流100年の歴史 (江戶時代-1950年代) Kinu to hikariō: shirarezaru Nichi-Futsu kōryū 100-nen no rekishi (Edo jidai-1950-nendai). Tokyo: Ashetto Fujin Gahōsha, 2002.  (ISBN 4-573-06210-6 et 978-4-573-06210-8); OCLC 50875162